# Грязновка (приток Оскола)
Грязновка (Грязновский Яр, Грязный Яр) — река в России, протекает по Чернянскому району Белгородской области. Левый приток реки Оскол.

## География и гидрология
Река Грязновка берёт начало у села Новая Масловка. Течёт на запад по открытой местности. Впадает в реку Оскол в 332 км от устья последней в селе Ездочное Чернянского района. Длина реки составляет 16 км, площадь водосборного бассейна — 63,3 км².

## Данные водного реестра
По данным государственного водного реестра России относится к Донскому бассейновому округу, водохозяйственный участок реки — Оскол ниже Старооскольского гидроузла до границы РФ с Украиной, речной подбассейн реки — Северский Донец (российская часть бассейна). Речной бассейн реки — Дон (российская часть бассейна).
Код объекта в государственном водном реестре — 05010400312107000011912.